# Église Sainte-Agathe de Sainte-Marie
Pour les articles homonymes, voir église Sainte-Agathe.
L'église Sainte-Agathe est une église située en France sur la commune de Sainte-Marie (Cantal), en région Auvergne-Rhône-Alpes.

## Historique
L’église, de style roman typique du Cantal, possède un chœur roman agrandi à l’époque gothique avec l’ajout de la nef. Elle a été décorée au XXe siècle, notamment par des vitraux datés de 1912 signés l'atelier Berthier-Bessac, et un vitrail dessiné par Jean Cocteau.

### Protection
L'église est inscrite au titre des monuments historiques par arrêté du 24 mai 1996.

## Description
L’édifice mêle architecture romane et éléments gothiques, avec un chœur roman et une nef postérieure. Il est enrichi de vitraux du XXe siècle, dont un signé Cocteau, qui rehaussent l’ensemble.